# Fullservicebyrå
Fullservicebyrå är en byrå som inte är nischad inom ett visst område. Detta uttryck används vanligen för reklambyråer med ett brett utbud av tjänster, men även för exempelvis advokatbyråer och revisionsbyråer.